# Bruno Monteiro
Bruno André Freitas Monteiro, noto semplicemente come Bruno Monteiro (Fafe, 5 ottobre 1984), è un ex calciatore portoghese, di ruolo centrocampista.

## Caratteristiche tecniche
È un centrocampista centrale.

## Carriera
Ha esordito in Primeira Liga il 17 agosto 2009 disputando con il Vitória Guimarães l'incontro pareggiato 0-0 contro il Vitória Setúbal.

## Palmarès

### Club

#### Competizioni nazionali
- Segunda Liga: 1

Tondela: 2014-2015